# Rezerwat przyrody Wilcze Błota
Rezerwat przyrody Wilcze Błota – krajobrazowy rezerwat przyrody utworzony w 1996 r. na terenie gminy Łochów w powiecie węgrowskim. Rezerwat znajduje się na terenie Nadbużańskiego Parku Krajobrazowego.
Celem ochrony jest zachowanie ze względów naukowych, dydaktycznych i krajobrazowych zróżnicowanego pod względem florystycznym, fitosocjologicznym i krajobrazowym torfowiska z przylegającymi do niego olsami i borami.
Część południową i wschodnią obszaru rezerwatu zajmują łąki, pastwiska i torfowiska, miejscami porośnięte krzewiastymi wierzbami. Zachodnią i północną część zajmują olsy oraz bory sosnowe, w których licznie występują chronione gatunki widłaków: jałowcowaty i goździsty. Udokumentowano tu również występowanie kukułki szerokolistnej, kukułki plamistej oraz kruszczyka szerokolistnego.